# Guarea scabra
Guarea scabra là một loài thực vật có hoa trong họ Meliaceae. Loài này được A.Juss. mô tả khoa học đầu tiên năm 1830.